# Tabloid
Tabloid is een krantenformaat. Het is half zo groot als het traditionele broadsheetformaat, dat was ingevoerd toen in Engeland in 1712 belasting werd geheven over het aantal pagina's van een blad. Steeds meer kranten worden op tabloidformaat gedrukt. Broadsheet wordt steeds gevouwen geleverd, zodat beide formaten op tabloidformaat in de winkel liggen.
Hoewel het tabloid formaat vergelijkbaar is met A3, zijn beide formaten niet identiek. Tabloid is 432 bij 279 mm (17 bij 11 inch) terwijl A3 420 bij 297 mm is. 

## Ontstaan
Het woord 'tabloid' ontstond in 1884, toen de Londense firma Burroughs Wellcome het liet registreren als merknaam van een medicinaal tabletje. Vervolgens werd het woord gebruikt voor verschillende producten in compacte vorm.
In de krantenwereld deed het woord zijn intrede met het ontstaan van het Britse populaire blad de Daily Mail. De benaming sloeg toen nog niet op het formaat, maar op de samenstelling van de artikelen: beknopt en snel leesbaar.
Doordat de Engelse boulevardpers ertoe overging kranten op kleiner formaat af te drukken, werd de term tabloid op den duur synoniem voor schandaalblad. Het Britse blad The Sun is er beroemd en berucht mee geworden.

## Nederland
Steeds meer kranten gaan over op het tabloidformaat. In Nederland is dit formaat populair geworden door de gratis kranten Metro en Sp!ts, maar allerlei huis-aan-huisbladen kwamen al langer met dit formaat uit. De Waarheid was in 1986 het eerste landelijke dagblad in Nederland dat in dit formaat verscheen. In het Verenigd Koninkrijk stapten gerenommeerde bladen als The Times en The Independent op dit formaat over. In Nederland werd het spits in 2003 afgebeten door het Agrarisch Dagblad, in maart 2004 gevolgd door Het Parool en op 3 februari 2005 door dagblad Trouw. Het Algemeen Dagblad werd vanaf 1 september 2005 geheel uitgegeven op tabloidformaat toen het fuseerde met een aantal regionale kranten. De Barneveldse Krant van de BDU volgde een dag later. Op 14 maart 2006 lanceerde PCM Uitgevers de tabloid nrc.next.
Op 23 januari 2007 verscheen de gratis tabloid De Pers van Marcel Boekhoorn en Cornelis van den Berg. Sinds 6 februari 2007 verschijnen alle regionale dagbladen van Wegener op tabloidformaat: De Gelderlander, PZC, Brabants Dagblad, BN/De Stem, De Stentor en De Twentsche Courant Tubantia. Het Eindhovens Dagblad stapte op 3 oktober 2006 al over. Van 8 mei 2007 tot 2008 verscheen het gratis dagblad DAG. Sinds 29 maart 2010 verschijnt ook De Volkskrant geheel op tabloidformaat. Sinds 1 april 2010 wordt het Dagblad van het Noorden op werkdagen op tabloidformaat gedrukt. Op 7 maart 2011 volgde NRC Handelsblad. Met ingang van 29 september 2012 verschijnt ook de Leeuwarder Courant op tabloidformaat. Op 13 april 2013 gingen de regionale kranten van HDC Media (Haarlems Dagblad, Leidsch Dagblad, Gooi- en Eemlander, Noordhollands Dagblad, IJmuider Courant) over op tabloid. Sinds 15 april 2013 verschijnt ook het Reformatorisch Dagblad op tabloidformaat.
Op 18 augustus 2014 maakte De Telegraaf bekend vanaf 10 oktober van datzelfde jaar over te gaan op tabloid. Moederbedrijf Telegraaf Media Groep had de overstap al in 2011 geopperd. Tevens werd De Telegraaf de grootste krant in Nederland die als tabloid verschijnt. In november 2015 stapte het Nederlands Dagblad over op tabloid. In september 2018 stapte ook Het Financieele Dagblad over op het tabloidformaat. Hiermee hebben alle landelijke Nederlandse dagbladen de transitie doorgemaakt. 
Omdat de term 'tabloid' een wat negatieve connotatie heeft, kiezen dagbladen die op dit formaat overgaan liever voor de benaming 'compact'. In de jaren vijftig werd ook de naam 'weekendformaat' veel gebruikt voor het halfformaat.

## België
Ook in België gaan steeds meer kranten over op het tabloidformaat. Net als in Nederland wordt de gratis krant Metro al sinds het begin op dit formaat gedrukt. De eerste 'klassieke' krant die op het formaat overging, was de Gazet van Antwerpen (2004); niet veel later gevolgd door Het Nieuwsblad (oktober 2005), Het Belang Van Limburg (2006), De Standaard (23 april 2007) en Het Volk (nog voor de fusie met het Nieuwsblad in 2008). De Morgen en Het Laatste Nieuws volgden op 29 maart 2022.